# 自粛警察
自粛警察（じしゅくけいさつ）とは、大きな災害発生時や感染症の流行に伴う行政による外出や営業などの自粛要請に応じない個人や商店に対して、偏った正義感や嫉妬心、不安感から私的に取り締まりや攻撃を行う一般市民やその行為・風潮を指す俗語・インターネットスラングである。不謹慎狩り、コロナ自警団（コロナじけいだん）、自粛自警団（じしゅくじけいだん）、または自粛ポリス（じしゅくポリス）とも呼ばれる。

## 背景

### 語源
三省堂国語辞典の編集委員・飯間浩明は、「○○警察」という造語は2010年代に広まった用法としている。なお、Twitter上で確認できる「自粛警察」の最古の用例は、2011年3月当時の東日本大震災後に起きた自粛ムードに関連した投稿に遡る。

### 新型コロナウイルス感染症の流行
2020年（令和2年）、新型コロナウイルスの感染の拡大を受けて、日本では地方自治体の一部や政府が国民に外出の自粛の要請を行った。このような形になったのは、ヨーロッパの国々のように街や地域を封鎖するロックダウンは、法律上不可能であるためである。しかし、自分の行動だけではなく、他人の行動にまで過剰な興味を持ち、干渉する一部の人間の行為が問題化した。自粛はあくまで自らの意思で行うものであるにもかかわらず、他人を密告したり噂話を広めたりする行為が、国民精神総動員下における国民同士の相互監視社会や、第二次世界大戦時の日本におけるスローガンの『欲しがりません勝つまでは』を連想させる内容を連想させるとして、TwitterなどのSNS上で、「まるで戦時中の隣組のようだ」と囁かれ話題になった。2020年7月時点では、マスク警察（マスクけいさつ）や正義中毒（せいぎちゅうどく）、正義厨（せいぎちゅう）と呼ばれるものも出現している。マスク警察から派生したウレタンマスク警察も出現した。
共同通信によると、民間施設を対象に休業要請が出された大阪府では、府のコールセンターに対し「どこそこの店が営業している」といった内容の通報が、4月20日までに500件以上もあった。愛知県では、新型コロナウイルスに関する苦情やトラブルなどの110番通報が、4月だけで愛知県警察本部に220件以上（3月の40件と比べ5倍以上）に及んだが、休業要請や外出の自粛に応じていないと指摘する通報が多く、緊急性のないものが主で警察の業務に支障をきたす可能性があった。休業要請に店舗などが応じていないとSNSなどで指摘する行為や、外で遊ぶ子供をターゲットにした嫌がらせや通報をする行為、夜間などの閉店時にシャッターに誹謗中傷の紙を貼りつける（張り紙）行為は、インターネット上で「自粛警察」や「自粛ポリス」などと呼ばれるようになった。 SNSでの指摘に留まらず、事実無根の情報を拡散させるケースもある。「自粛警察」の対象は、他県ナンバーの車や電車内で旅行鞄を持っていたために旅行者と勘違いされた看護師にまで及び、さらには医療関係者の住居に投石する行為にまで発展するなど、歪んだ正義感や嫉妬心による「取り締まり」行為への対処は煩雑さを極めている。
自粛警察という言葉は、4月上・中旬からインターネット上で多く見られるようになり（Twitter検索）、多い日で500件/1日程度であった。4月28日、朝のワイドショーがこれを取り上げ、著名人が「自粛警察がトレンド入りしているけれど良くない」と相次いでツイートしたことで、ゴールデンウィーク入りの4月29日には検索回数が7,000件以上となり、その後も高水準で推移した。NHKの取材による5月9日の報道では、当該行為を行った者が取材者のインタビューに対し「自粛警察と呼ばれる行為をしたつもりはない」と回答し、「対策を取らない人は自由に行動し、注意して生活する人だけが疲れてしまっている。事態を良くするには、こうするしかなかった」と回答する者もいた。
この年度初頭に一気に自粛気風が爆発したのは新年度のスタートの躓き、東京2020の一年延期、国民的知名度の高いお笑い芸人の志村けんが感染・闘病むなしく死去したことなどがこの時期に一気に重なり、この世相のまま大型連休を迎える日本の会計年度システムや文化上の理由が大きかった。
政府は飲食店などに対し「休業要請」はしているものの「強制」ではなく、営業するかどうかの判断は経営者に委ねられるべきであるが、日本では補償金制度が整備されていなかった背景があるため、倒産の危機に直面した経営者が多い。例えばドイツでは、従業員10人以下の事業所には3ヶ月で最大約180万円、従業員5人以下の事業所には最大約107万円の給付が早急に支給された。また、新型コロナウイルスの蔓延前からドイツには短時間労働給付金制度がある。それは雇用者が労働者に対してまず労働時間の短縮を求め、労働時間減少による給与減少分の一部を政府が補償するという制度であり、さらにコロナ禍において弾力的に運用された。日本でコロナ自警団が暗躍する背景に、法整備の不足が指摘されている。

## 攻撃対象の事例
- 反マスク者をはじめとして、法律で着用を義務付けられていないマスクを着用していない人物を批判する[19]。
  - NHKアナウンサーの桑子真帆が写真週刊誌にスクープされた際に、マスクをしていなかったことが非難の対象とされた[19]。
- 自粛をしなかった、あるいは自粛をしていないと勘違いされた店舗[27]。
  - 千葉県の菓子商店では、3月下旬から既に休業しているにも関わらず、「コドモアツメルナ。オミセシメロ」という貼り紙をされた[3]。
  - 行政からの要請に従って営業をしていたバー飲食店が「この様な事態でまだ営業するのですか？」「自粛してください。次発見すれば、警察を呼びます」といった貼り紙をされた[3]。
  - 居酒屋飲食店が「本日自粛」という貼り紙を掲示したところ、何者かによって「そのまま辞めろ！」「潰れろ」「死ね」などの差別的用語句がその貼り紙に書き込まれていた[28]。
  - 休業要請をあくまで自主的なものと考え、営業を継続したパチンコ店に対する押しかけ行為[29]。ただしパチンコ店が集団感染のクラスター（発生源）となった事例は2020年7月時点で確認されていない[30]（パチンコ店#新型コロナウイルス感染症での批判も参照）。
- 旅行者や旅行者と勘違いされた人[26]、地方への帰省者に対する攻撃[26]。
- 他の都道府県や他地域のナンバープレートの自動車に対する攻撃[3]。「他県ナンバー狩り」[31][32][33][34]または「県外ナンバー狩り」[35]と呼ばれる。
  - 県外ナンバーの車が傷をつけられる、あおり運転をされるなどの被害が相次いだ。県外ナンバーでなくとも、特にご当地ナンバーであればピンポイントで居住地を晒しているため、県内であっても他地域に対して攻撃の対象となる[36]。
  - 県外ではあるものの、隣接しており生活圏が同一である住民の車のナンバープレートが曲げられたり、車に傷をつけられるなどの被害が相次いだ[37][38]。
  - 各地で自衛のため「県内在住者です」と書かれたステッカー（県内在住ステッカー）が売られ、行政が「県内在住証明書」を発行するような事態まで生じた[38]。しかし、これがかえって差別を助長するのではないかとも指摘された[39]。
  - 2020年7月、石川県金沢市内にあるファミリーマートの店主がカッターナイフをちらつかせながら、なにわナンバーの車で来店した富山県高岡市在住の教員を退去させ、ファミリーマート本社に苦情が入ったという事態が全国紙で報道されている[40][41][42]。
  - 2021年4月、神奈川県道で約2.7kmにわたり、他県ナンバーの車にあおり運転をしたとして、神奈川県警察は容疑者を書類送検した[43]。
- 日本相撲協会および相撲部屋に、自粛期間中に力士が外出していたという投書が相次いだが、そのほとんどが無記名かつ事実無根なものであり、ちゃんこの買い出しに行っただけの力士が報告された例もあった[44]。
- 公園で遊ぶ子供に対し、警察に通報が入ったという事例まで報じられた[45]。

## 違法性
弁護士の本間久雄により、以下の罪に問われる可能性が指摘されている。
- 軽犯罪法1条33号 - 店舗に無断で張り紙をする行為。
- 威力業務妨害罪（刑法234条） - 暴言を書いた張り紙により、店舗経営者を心身ともに疲弊させたような場合。
- 強要罪（刑法223条） - 張り紙に生命身体財産等に危害を加える旨の脅迫文言を書いて自粛を迫った場合。
- 侮辱罪（刑法231条） - 侮辱的な表現の張り紙が行われた場合。

民事においても張り紙による名誉毀損や営業妨害で客が減少した場合や、店主や店員が精神的苦痛を受けたときは、売上減少の逸失利益や慰謝料等について不法行為（民法709条）に基づき損害賠償請求を受けることになる可能性が指摘されている。
また、2020年5月3日の記者会見で、菅義偉官房長官はこうした自粛警察と呼ばれる行為に対し、「法令に違反する場合は関係機関で適切に対処したい」と述べている。
上記以外でも、感染したあるいは感染が疑われた住民が居住する家屋に石を投げるなどの破壊行為、公園で児童を遊ばせないように砂場にカッターの刃をばら撒く罠を仕掛ける行為も発生している。

## 行動原理
独立行政法人経済産業研究所上席研究員の藤和彦によれば、心理学では「他人のために自己犠牲をも厭わず真面目に働く人が、理不尽な行為に接すると、自らの損失を顧みず、あらゆる手段を使って、相手に目にもの見せてくれようと燃え立ってしまう」ことが知られるが、こうした義憤に駆られた行動は、体中で合成されるセロトニンが関係していることが判明している。大脳のセロトニン量が少ないほど、利他的行為を行う半面、理不尽な行為に対する許容度が低くなる傾向があり、日本人の大脳セロトニン分泌量は、世界でも最小の部類に入ると言われる。藤はこうした点から、「自粛警察」という現象は、日本人の強みが引き起こす負の側面であるといえるかもしれないと述べている。
國學院大學教授の田沼茂紀（道徳教育学）は動物行動学者・コンラート･ローレンツ著『攻撃 悪の自然誌』を引用し、「自粛警察」「不謹慎狩り」といった攻撃的な過剰行為が生まれる背景として、人間が他の動物と同じように持つ自然な衝動としての他人を攻撃する生理的なメカニズムを挙げている。現代社会ではこの攻撃性を制御することが求められるが、コロナ禍など想定外の異常事態下ではふだんは封印されている人間の本来的な攻撃性が刺激され露呈しやすくなり、コロナウイルス感染者や治療にあたる医療従事者らに対する言われなき差別や中傷をはじめ、飲食店などに休業を要求する張り紙をしたり、マスク着用を強要したりする過激な行為が顕在化したと分析する。
社会学者で東京都立大学教授の宮台真司は「自粛警察」の心理について、「非常時に周りと同じ行動を取って安心したい人々だ。いじめと同じで自分と違う行動を取る人に嫉妬心を覚え、不安を解消するために攻撃する」と解説。その上で「人にはそれぞれ事情があり、非常時の最適な行動も人によって違うことを理解しなければならない」と呼び掛けた。
組織社会学者で同志社大学教授の太田肇によれば、「自粛警察」が現れる背景には、共同体にメンバーを強引に同一化させようとする共同体主義の存在がある。みずほリサーチ&テクノロジーズ社会政策コンサルティング部の仁科幸一は、新型コロナウイルスに対して過剰に反応してしまう「コロナ脳」の存在を指摘しながら、「自粛警察」について「行き場のない不安感を他者への攻撃で補償しようとする心理作用がある」と述べている。

## 意見・反応
- 評論家の真鍋厚は「為政者が頼んでもいないのに勝手連的に沸き起こった地獄絵図」「市民同士による陰湿な相互監視が幅を利かせ、個々の事情などお構いなしに『同調圧力』という暴力が横行している」と指摘した[52]。
- シンガーソングライターのさだまさしは、「自粛警察」のほとんどが匿名であることを「卑怯だと思う」と指摘し、一方的で高圧的な圧力と批難した[53]。
- お笑いコンビ・ダウンタウンの松本人志は、自身が出演する「ワイドナショー」で、「自粛警察」の横行について「想定内よね。こんなん絶対出てくると思ってましたよね」「『自粛警察（の）自粛警察』が出てくる。マウントの取り合い」と指摘した[54]。
- 5月には、石川県の温泉旅館が「自粛警察の皆様、お疲れ様です!プラン」を発売し、宿泊プランを紹介したTwitterでの投稿が13万以上の「いいね」と6万以上のリツイートを獲得した。プラン紹介文は、まず正義の組織「自粛警察」を巧みな表現で持ち上げ、ニュースで話題になった「他県ナンバー狩り」や飲食店への貼り紙などの嫌がらせを、必殺技の「スローストーン」「ハリガミカッター」「テレフォンサンダー」「SNSファイヤー」を駆使し、自粛していない悪人を取り締まるなどと皮肉たっぷりに紹介した上で、最後の落としどころとして、心身ともにリフレッシュできる環境と最上級会席コースで客として迎える甘い誘い文句となっており、最後は「自粛警察」の過激な行動を抑えるメッセージと、宿泊代の50 %を最前線で新型コロナウイルスと闘う石川県内の医療従事者とその家族に寄付する目的で企画したという一文で締めくくられている[24][55]。
- 「自粛警察」はインターネットスラングから生じた言葉と考えられるが、テレビのワイドショーなどでこの表現が一般化すると、逆に「自粛警察」に自分たちの行いが正義だと勘違いさせるのではとの意見もある[56] 。
- 「自粛警察」への対策として、17都府県の20自治体（2020年12月時点）で「コロナ差別禁止条例」が定められる事態となった[57]。

## 日本国外においての新型コロナウイルス感染症流行時の例
日本での自粛要請と異なり、多くの国では非常事態宣言の下で、政府が人の外出を禁止するため、警察は外出している人を強制的に取り締まり、制限を破った人に対し罰金を科したり腕立て伏せをさせたりするなどの措置（罰則）を取る。
一方、日本に比べて、欧米など日常的にマスクを付ける習慣がない国では、日本とは逆に感染対策としてマスクを付ける人が、他人から距離を取られたり、タクシーで乗車拒否されるなどの差別に遭うことが多かった。特にマスクをしていたアジア系の人が街中で差別的な言葉を浴びせられたり、暴行を受けたりする事件が多発していた。また、ドイツでは以前のような個人主義の浸透した社会でなくなり、自身の考えに基づいて他人の行為を指摘したり干渉したりするような事態が多くなったとの観測もある。

### アメリカ
アメリカ合衆国でも、市民は他人が新型コロナ対策を守っているかどうかに神経質になっている傾向があった。新型コロナウイルス感染症の感染者が出たことを受け、ホワイトハウスの庭であるローズ・ガーデンで記者会見が行われた際に、アメリカ「ABCニュース」のジョン・カール記者が、マスクを着用して座るホワイトハウス付き記者団の写真を撮影したが、「トランプの御用チャンネル」とも揶揄されるほどトランプに好意的なメディアとされるFOXニュースのジョン・ロバーツ記者だけがマスクを着用していなかったことをTwitterで指摘した。これに対し、ロバーツがツイートで「もっとも近い人から2メートルほど離れて静かに座っていた。記者会見が始まったらマスクを着用した。恥をかかせようとするこのチンケなやり口はいったいどういうことなんだ？」と反論した。するとTwitterの一般ユーザーが、カール記者らしき人物がマスクをせずに街中で買い物をしている姿を写真撮影し「偽善者」というメッセージとともに掲載して、炎上する事態となり、最終的にはカール記者はロバーツ記者に謝罪した。

### 中国
中華人民共和国（中国）では春節の頃に感染者が大量に発生したため、地域によって湖北省から帰省する人を密告することが奨励されたり、帰省者の家を鎖・板などで塞いだりすることが多発した。

### 韓国
大韓民国（韓国）では、主に芸能人に対する攻撃が多発した。芸能人が家から外出した写真をSNSにアップすると批判コメントが殺到する現象が起きた。例えば、アナウンサー・タレントの朴芝潤が家族旅行の写真をInstagramに公開すると多くの批判コメントが殺到した。朴芝潤の夫であるKBSアナウンサーの崔東錫に対しても番組降板を要請するコメントが殺到したため、朴は釈明文を掲載し謝罪した。また、歌手のガヒやコ・ジヨンも、家族との外出散策の写真をSNSに載せると「外出は控えろ!」という批判コメントが殺到した。

## 関連文献
- 佐藤直樹『なぜ、自粛警察は日本だけなのか――同調圧力と「世間」』現代書館、2023年3月13日。ISBN 978-4-7684-5935-5。